# Lâu đài Duurstede
Lâu đài Duurstede là một lâu đài thời trung cổ ở Wijk bij Duurstede, ở tỉnh Utrecht của Hà Lan.
Lâu đài có nguồn gốc trong thế kỷ 13. Khoảng năm 1270, Zweder I van Zuylen van Abcoude cho xây dựng trên một địa điểm gần thành phố Dorestad. Cho đến đầu thế kỷ 15, lâu đài Duurstede thuộc sở hữu bởi gia đình Van Zuylen van Abcoude, cho đến khi họ bị buộc phải bán cho các Giám mục của Utrecht 1449.
Đức Giám mục David Burgundy, người trị vì từ 1459 đến 1496, xây dựng lại lâu đài. Donjon cũ đã được kèm theo bởi các tòa nhà mới. Tháp của Burgundy vẫn còn nguyên vẹn cũng được xây dựng trong khoảng thời gian này. Kế nhiệm ông Frederick IV của Baden và Philip của Burgundy cũng được sử dụng lâu đài là nơi cư trú, và Philip của Burgundy tôn tạo lâu đài với các tính năng phục hưng. Philip của Burgundy sinh sống tại lâu đài Duurstede khi ông trở thành Giám mục của Utrecht năm 1517. Họa sĩ triều đình đi theo ông (Jan Gossaert), người đã giúp trang trí các cung điện mới của ông chủ của mình. Sau cái chết của Philip, năm 1524, Mabuse thiết kế và xây dựng lăng mộ của ông trong nhà thờ của Wijk bij Duurstede. Sau cái chết của Philip, Charles V, Hoàng đế La Mã Thần thánh đã tịch thu tất cả các sở hữu lãnh thổ của các Giám mục của Utrecht, bao gồm cả lâu đài Duurstede.
Năm 1580, do kết quả của cách mạng Hà Lan, lâu đài rơi vào tay của Utrecht. Các tiểu bang, tuy nhiên, đầu tư tiền của họ vào xây dựng pháo đài hiện đại xung quanh Wijk bij Duurstede, và kết quả là lâu đài rơi vào bỏ bê. Thiệt hại hơn nữa đã được thực hiện khi quân đội Pháp bị tàn phá Wijk bởi Duurstede năm 1672, sau đó người dân thành phố sử dụng đá từ lâu đài để xây dựng lại nhà của họ.
Năm 1852, hội đồng thành phố trở thành chủ sở hữu của lâu đài và biến các công sự xung quanh vào một công viên. Cho đến năm 1925 lâu đài chỉ có thể đến được qua một phà nhỏ.

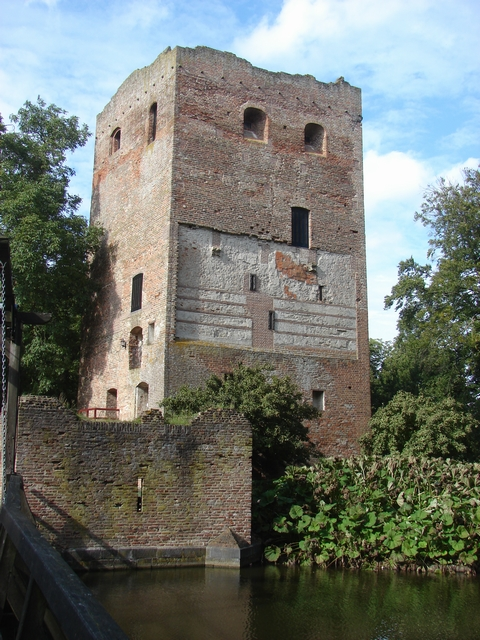
Donjon thế kỷ 13 của Zweder I van Zuylen van Abcoude

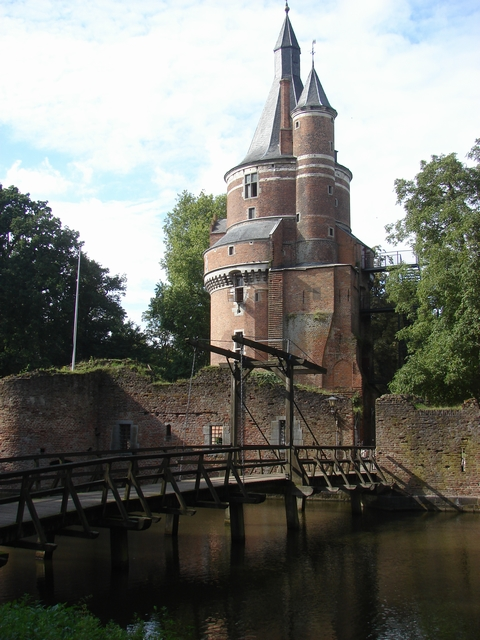
Tháp Burgundy thế kỷ 15